# Ernst Gottfried Baldinger
Ernst Gottfried Baldinger (n. 13 mai 1738, Großvargula, Turingia, Sfântul Imperiu Roman – d. 21 ianuarie 1804, Marburg, Hessa, Germania) a fost un medic german, s-a născut la Großvargula în apropiere de Erfurt. A studiat medicina la Erfurt, Halle și Jena, obținându-și MD-ul în 1760 sub îndrumarea lui Ernst Anton Nicolai, iar în 1761 i s-a încredințat supraintendența spitalelor militare legate de tabăra prusiană de lângă Torgau.